# История на Юридическия факултет на Софийския университет
Историята на Юридическия факултет на Софийския университет „Св. Климент Охридски“ датира от 1892 г., когато е създаден юридическият отдел към Висшето училище в София. Той е третият отдел на основания през 1888 г. Софийски университет, като Висше училище, след Историко-филологическия и Физико-математическия, макар предисторията на Университета да е свързана предимно с възрожденците-прависти от европейските университети.
Историята на факултета се поделя на два отчетливи периода – от Освобождението на България по време на Търновската конституция – до отмяната ѝ, и последващ – до днес. Двата периода се поделят на по два подпериода – до края на Първата световна война и до приемането на Конституцията от 1991 г. 

## Предистория
Академичната българска традиция през Средновековието се свързва с първият съвременен университет и школата на гласаторите. Университетският параклис на Болонския университет, и площада пред него, още от XVI век са посветени на Булгаро де Булгари, който възродил традицията на античните оратори и реторика, поради и което получил прозвището „златната уста“ ‒ „Bulgarus os aureum“. Наследството на Булгаро било такова, че в продължение на четири века до началото на новото време, академичната историческа традиция на най-старият съвременен университет се отъждествява с неговото име.  По тази причина през 1930 година цар Борис III е удостоен за почетен доктор на Болонския университет, а на 11 юни 2002 година цар Симеон II е отличен за „член на академията за науки на Болонския университет“, т.е. с най-висшата почетна академична степен на първия съвремен университет, поставил началото на болонския процес с Европейското пространство за висше образование 
След Освобождението на България се оказва, че от 627 души с висше образование от цялата българска диаспора, правистите са втората по големина група. Общо 55-ма българи са се изучили в юридическите науки, от които половината в Руската империя; 11 във Франция; 7 в германските земи и останалите в други европейски и балкански страни. 
Идеята за Висше българско училище си пробива път още в края на 1880 г. с чл. 69 от неприетия законопроект за Основен закон за училищата в Българското княжество. Сред най-големите радетели е Петко Каравелов, свършил юридическото си образование в Московския университет. 

## Създаване
На 24 август 1892 г. преподавателският съвет на Висшето училище приема предложената от Министерството на просвещението програма за обучение в Юридическия факултет и определя условията за приемане на студенти в него. Курсът на обучение е тригодишен. На 9 октомври 1892 г. е проведено първото заседание на Съвета на Юридическия факултет. Учебните занятия започват на 2 ноември 1892 г. Първоначално броят на студентите в него е 22, но до края на учебната 1892/1893 г. се увеличава до 94, което съставлява почти половината от тогавашните студенти на Висшето училище. Лекции са се водели по римско-византийско право, гражданско право, гражданско съдопроизводство, углавно право, углавно съдопроизводство, история на българското право, енциклопедия на правото, латински, френски и немски език. 
Първи преподаватели във факултета са Петър Данчов, Васил Балджиев, Христо Стоянов, Иван Славов, Георги Згурев, Васил Маринов, Марко Балабанов, Иван Брожка (по латински език), Стоян Михайловски (по френски език) и Иван Шишманов (по немски език). Първият декан на Юридическия факултет след неговото административно обособяване през 1896 г. е Марко Балабанов. 
Още в първото десетилетие след откриването на факултета в преподавателския му състав се включват редица изтъкнати юристи – Стефан Киров, Петър Абрашев, Михаил Поповилиев, Йосиф Фаденхехт, Стефан Бобчев, Георги Данаилов, Тодор Кулев, Симеон Ангелов, Венелин Ганев, Петко Стоянов, с което се оформя трайно академичния облик на факултета. Обучението във факултета се увеличава на 4 години. Преподават се 14 учебни дисциплини. 
Алеко Константинов, избран през 1897 г. за доцент по наказателен процес, загива трагично. 
На 21 октомври 1902 г. Академичният съвет на Висшето училище, по предложение на декана на Юридическия факултет, взема решение за създаване на 11 катедри: Римско право, История на българското и славянското право, Държавно и административно право, Политическа икономия, Финансова наука, Публично и частно международно право, Философия и енциклопедия на правото, Гражданско право и гражданско съдопроизводство, Търговско право, Наказателно право и наказателно съдопроизводство и Статистика. В учебната програма наред с разширеното изучаване на правните науки са включени и курсове с общообразователно значение – психология, социология, българска история, университет и университетско образование. Впоследствие броят на катедрите се увеличава на 15. Установява се редът за даване на научни звания и хабилитация. 
През академичната 1905/06 година е най-многобройният в Софийския университет. През тази академична година се дипломират и първите жени. За облекчаване подготовката на студентите от 1913 г. започва да излиза специална поредица озаглавена „Университетска библиотека“. До края на Първата световна война сред възпитаниците на факултета се открояват Йосиф Хербст, Кръстьо Станчев, Димчо Дебелянов, Кирил Христов, Стефан Руневски, Никола Гинев, Андрей Протич, Георги Протич, Йордан Йовков и Елин Пелин.

### Затвърждаване
Като втори период в развитието на факултета може да се разглежда времето между началото на Първата и края на Втората световна война. Тежкото предимно икономическо състояние след Ньойския договор засяга студентите и през академичните 1920/21 и 1921/22 години броят на завършилите факултета е съответно 479 и 489 или около 1/10 от записалите се. В преподавателския състав на Юридическия факултет се включват Любен Диков, Никола Долапчиев, Никола Саранов, Димитър Силяновски, Димитър Мишайков, Петко Стайнов, Стефан Баламезов, Константин Кацаров, Петко Венедиков, Иван Апостолов, Живко Сталев, Анастас Тотев, Цеко Торбов, Любен Василев, както и емигриралите в България след октомврийската революция в Русия професори Иван Базанов, Симеон Демостенов, Петър Богаевски, Константин Соколов. 
За първите 50 години от съществуването си Юридическият факултет се утвърждава като средище на пълнокръвен академичен живот. Разширява и обновява се преподавателския състав. През периода между двете световни войни възпитаници на факултета са Йордан Стратиев, Димитър Спространов, Асен Разцветников, Сергей Румянцев, Христо Смирненски. 

## Крах
В първото десетилетие след Втората световна война Юридическият факултет преживява тежка криза. В разрез с нормите на академичния живот от Юридическия факултет са отстранени или са били принудени да го напуснат редица утвърдени и авторитетни членове на академичната общност, сред които Любен Диков, Никола Саранов, Кръстьо Цончев, Венелин Ганев, Петко Венедиков, Иван Апостолов, Любен Василев, Мишо Вълчев, Светослав Лучников и редица други. Премахната е академичната автономия. Юридическото образование и правната наука са идеологизирани. Въведени са централизираното утвърждаване на студентите и техният политически подбор.
Още от 1938 г. във факултета е създаден втори отдел за държавни и стопански науки. Този отдел със Стопанския факултет са двете структури произведени във Висш икономически институт през 1952 г. (ВИИ, днес УНСС). 
Особено тежък е периода на 1950-те години. В началото на 1950-те години е ограничен приемът на студенти, като през академичната 1954/55 г. се приемат 60 души, а през академичната 1955/56 г. само 42 души. Причините са идеологическите схващания, че правонарушенията и престъпността автоматически намаляват със смяната на обществено-икономическия строй, като остатъци от буржоазното минало, както и че държавата отмира, а правото е остатък от миналото. Това е време на правен нихилизъм. 
През 1971 г. е създаден Единен център по науките за държавата и правото, който включва Юридическия факултет и Института за държавата и правото при Българската академия на науките. По този начин е установен механизъм за вземане на решения в разрез с академичните принципи и традиции и за подчиняване на факултета на външен за него орган.
Независимо от тези неблагоприятни условия до 70-те и 80-те години на ХХ век Юридическият факултет съхранява в значителна степен своето значение като център на академична наука и преподаване, най-вече заради преподавателите дипломирали се преди деветосептемврийския преврат. Студенти в Юридическия факултет през този период са били Ран Босилек, Георги Стаматов, Антон Дончев, Димитър Мантов, Стефан Дичев, Константин Константинов, Дамян Калфов, Атанас Мандаджиев, Ана Каменова, Владимир Свинтила, Петър Увалиев, Дико Фучеджиев, Петър Славински, Асен Босев, Радой Ралин, Йордан Стубел, Александър Геров, Леда Милева, Константин Павлов, Трифон Кунев, Веселин Ханчев, Владимир Василев, Драган Тенев, Иван Радоев, Константин Кисимов, Константин Коцев, Борис Христов, Михаил Попов, Йосиф Цанков, Кеворк Кеворкян и редица други общественици, дейци на културата и изкуството, държавници и въобще видни личности от целия спектър на публичния живот и управление. 

## Съвременно състояние
С Конституцията от 1991 г. се възстановява академичната автономия, но академичните традиции са трайно погубени. През 1990-те години на XX век специалността „право“ се изучава и получава в общо 16 юридически факултета , докато за предходния вековен период в България юристи са се подготвяли само в Юридическия факултет на Софийския университет.
През XXI век факултетът се свързва с няколкото публични скандала, които накърняват сериозно името и историята му на водещ интелектуален и академичен център.  Проблемът с качеството на юридическото образование и преподаване в България не е решен за близо три десетилетия от 1991 г. насам. 